# Galina Petrowna Kudrjawzewa
Galina Petrowna Kudrjawzewa (russisch Галина Петровна Кудрявцева; * 8. März 1947 in Moskau; † 26. Februar 2006 ebenda) war eine sowjetische bzw. russische Geochemikerin und Hochschullehrerin.

## Leben
Von 1965 bis 1970 studierte Kudrjawzewa an der Lomonossow-Universität Moskau (MGU) in der Geologie-Fakultät mit einem sehr guten Abschlussdiplom. Anschließend absolvierte sie dort die dreijährige Aspirantur am Lehrstuhl für Mineralogie und verteidigte 1973 ihre Kandidat-Dissertation über Phasen und magnetische Eigenschaften der Ferrispinellide des Kowdorski-Massivs der Halbinsel Kola mit Erfolg für die Promotion zur Kandidatin der geologisch-mineralogischen Wissenschaften.
Ab 1973 arbeitete und lehrte Kudrjawzewa als wissenschaftliche Mitarbeiterin am Lehrstuhl für Mineralogie der Geologie-Fakultät der MGU. Als ihre Lehrer betrachtete sie Wladimir Smirnow, Georgi Barsanow und Georgi Krutow. Mitglied der Mineralogischen Allunionsgesellschaft wurde sie 1978. Mit anderen gründete sie 1982 das Laboratorium für Diamanten-Lagerstätten. Sie verteidigte 1984 erfolgreich ihre Doktor-Dissertation über Zusammensetzung, Strukturen und magnetische Eigenschaften natürlicher Ferrit-Oxide für die Promotion zur Doktorin der geologisch-mineralogischen Wissenschaften.
Ab 1986 war Kudrjawzewa Mitglied des Wissenschaftlichen Rates des Mineralogischen Museums, benannt nach A. J. Fersman.
Das von Wissenschaftlern des Laboratoriums für Diamanten-Lagerstätten 2013 entdeckte Mineral Kudryavtsevait trägt Kudrawzewas Namen.
Für Studierende der Gechemie-Abteilung der Geologie-Fakultät der MGU wurde 2014 das Kudrjawzewa-Stipendium eingerichtet.

## Ehrungen, Preise
- Goldmedaille der Akademie der Wissenschaften der UdSSR für die beste wissenschaftliche Arbeit einer jungen Wissenschaftlerin (1978)[3]
- Bronzemedaille der Ausstellung der Errungenschaften der Volkswirtschaft der UdSSR (1985)
- Preis der Regierung der Russischen Föderation im Bereich Wissenschaft und Technik (1999) für die Entwicklung umweltfreundlicher Technologien für Bewertung, Prospektion und Förderung in der Diamant-Provinz Archangelsk unter Benutzung großer Bohrlöcher[6]